# Podomyrma turneri
Podomyrma turneri är en myrart som först beskrevs av Auguste-Henri Forel 1901.  Podomyrma turneri ingår i släktet Podomyrma och familjen myror. Inga underarter finns listade i Catalogue of Life.